# Malainița, Bor
Malainița (sârbă Malajnica, cu alfabetul chirilic: Малајница) este un sat în Comuna Negotin, Districtul Bor, Serbia Centrală, Serbia. În 2002 au fost numărați aici 683 locuitori.
Situat la numai câțiva kilometri nord-vest de orașul Negotin, localitatea este populată exclusiv de români timoceni și a intrat în ultimii ani în atenția presei internaționale datorită conflictului izbucnit între Bojan Alexandrovič, un preot român ortodox localnic și autoritățile sârbe. Cauza conflictului este biserica ridicată de acesta, care este prima biserică ortodoxă română din Valea Timocului. Conflictul a  fost doar parțial rezolvat, în ciuda intervenției autorităților române, a forurilor europene și organizațiilor pentru apărarea drepturile omului. Astfel, autoritățile au anulat decizia de a demola biserica, însă preotul fost condamnat la două luni de inchisoare, cu suspendare. Biserica poarta hramul Sfinților Mihail si Gavril. În martie 2008 s-a sfintit sambata piatra de temelie a celei de-a doua biserici românești al carei hram va fi "Sf. Niceta de Remesiana", prima biserică urmând a fi transformată în mănastire după finalizarea lucrărilor la noua biserică.